# Aedes nigrorhynchus
Aedes nigrorhynchus är en tvåvingeart som beskrevs av Steffen Lambert Brug 1931. Aedes nigrorhynchus ingår i släktet Aedes och familjen stickmyggor. Inga underarter finns listade i Catalogue of Life.